# 96. pehotni polk (Avstro-Ogrska)
Za druge 96. polke glejte 96. polk.
96. pehotni polk (izvirno nemško Infanterie-Regiment Nr. 96; dobesedno slovensko: Pehotni polk št. 96) je bil pehotni polk k.u.k. Heera.

## Poimenovanje
- Ungarisch-Kroatisches Infanterie Regiment »Kronprinz Ferdinand von Rumänien« Nr. 96
- Infanterie Regiment Nr. 96 (1915 - 1918)

## Zgodovina
Polk je bil ustanovljen leta 1883. 

### Prva svetovna vojna
Polkovna narodnostna sestava leta 1914 je bila sledeča: 97% Srbo-Hrvatov in 3% drugih. Naborni okraj polka je bil v Carlstadtu, pri čemer so bile polkovne enote garnizirane sledeče: Peterwardein (štab, I. in III. bataljon), Nevesinje (II. bataljon) in Carlstadt (IV. bataljon).
Med prvo svetovno vojno se je polk bojeval tudi na soški fronti; med drugim tudi med drugo soško ofenzivo. Med slednjo je v bitki za Šmihel samo v noči iz 19. na 20. julij 1915 izgubil 13 častnikov in 600 vojakov. Polk se je bolje odrezal med sedmo soško ofenzivo, ko jeo branil svoje položaje severno od Lokvice. Pripadniki polka so 28. oktobra ob 1:45 na Goriškem gradu razobesili zastavo Avstro-Ogrske, s čimer je Avstro-Ogrska tudi simbolično prevzela oblast nad Gorico.
V sklopu t. i. Conradovih reform leta 1918 (od junija naprej) je bilo znižano število polkovnih bataljonov na 3.

## Organizacija
1918 (po reformi)
- 1. bataljon
- 2. bataljon
- 4. bataljon, 79. pehotni polk

## Poveljniki polka
- 1908: Josef Krautwald von Annau[10]
- 1914: Stephan Pilar[1]